# Le Parisien
Le Parisien (pronúncia em francês: [ləpaʁiˈzjɛ̃], "O Parisiense" em Ilha de França e Aujourd'hui en France, "Hoje em França" no restante de França) é um jornal diário regional francês mantido pelo Groupe Amaury, com sede em Saint-Ouen. 

## História
O jornal foi fundado a 22 de agosto de 1944, sob o título de Le Parisien libéré (O Parisiense livre) por Émilien Amaury. Foi originalmente lançado como o órgão da resistência francesa, durante a Ocupação da França pela Alemanha Nazi. O nome do jornal foi alterado para o actual em 1986.